# Айнор (Південна Кароліна)
Айнор (англ. Aynor) — місто (англ. town) в США, в окрузі Горрі штату Південна Кароліна. Населення — 974 особи (2020).

## Географія
Айнор розташований за координатами 34°0′1″ пн. ш. 79°12′26″ зх. д. / 34.00028° пн. ш. 79.20722° зх. д. (34.000214, -79.207195).  За даними Бюро перепису населення США в 2010 році місто мало площу 4,81 км², уся площа — суходіл.

## Демографія
Згідно з переписом 2010 року, у місті мешкало 560 осіб у 233 домогосподарствах у складі 138 родин. Густота населення становила 116 осіб/км².  Було 273 помешкання (57/км²).
Расовий склад населення:
| - 81,6 % — білих - 15,7 % — чорних або афроамериканців - 0,9 % — корінних американців - 0,4 % — азіатів |

До двох чи більше рас належало 1,4 %. Частка іспаномовних становила 0,7 % від усіх жителів.
За віковим діапазоном населення розподілялося таким чином: 24,8 % — особи молодші 18 років, 56,4 % — особи у віці 18—64 років, 18,8 % — особи у віці 65 років та старші. Медіана віку мешканця становила 41,2 року. На 100 осіб жіночої статі у місті припадало 87,9 чоловіків;  на 100 жінок у віці від 18 років та старших — 81,5 чоловіків також старших 18 років.
Середній дохід на одне домашнє господарство  становив 43 053 долари США (медіана — 32 917), а середній дохід на одну сім'ю — 49 310 доларів (медіана — 40 592). Медіана доходів становила 36 731 долар для чоловіків та 25 521 долар для жінок. За межею бідності перебувало 20,2 % осіб, у тому числі 26,7 % дітей у віці до 18 років та 20,0 % осіб у віці 65 років та старших.
Цивільне працевлаштоване населення становило 236 осіб. Основні галузі зайнятості: освіта, охорона здоров'я та соціальна допомога — 33,1 %, роздрібна торгівля — 14,8 %, публічна адміністрація — 13,6 %.